# 单耳柃
单耳柃（学名：Eurya weissiae）为山茶科柃木属下的一个种。

## 扩展阅读
- 維基物種上的相關：单耳柃